# Bình Tường
Bình Tường là một xã thuộc huyện Tây Sơn, tỉnh Bình Định, Việt Nam.

## Địa lý
Xã Bình Tường nằm ở phía tây huyện Tây Sơn, có vị trí địa lý:
- Phía đông giáp thị trấn Phú Phong và xã Bình Thành
- Phía tây giáp xã Tây Giang
- Phía nam giáp các xã Tây Phú và Vĩnh An
- Phía bắc giáp xã Bình Thành.

Xã có diện tích 33,21 km², dân số năm 2005 là 10.227 người, mật độ dân số đạt 308 người/km².

## Lịch sử
Ngày 15 tháng 11 năm 2005, Chính phủ ban hành Nghị định 143/2005/NĐ-CP. Theo đó, điều chỉnh 449 ha diện tích tự nhiên và 2.871 người của xã Bình Tường về thị trấn Phú Phong quản lý.
Sau khi điều chỉnh địa giới hành chính, xã Bình Tường còn lại 3.321 ha diện tích tự nhiên và 10.227 người.

## Hành chính
Xã Bình Tường được chia thành 3 thôn: Hòa Hiệp, Hòa Sơn, Hòa Trung.